# NK Slavija Vevče
Nogometni Klub Slavija Vevče – słoweński klub piłkarski, założony w 1921 roku w mieście Lublana. Klub połączył się z ND Slovan w 1996 roku (przeniesienie do Kodeljeva), od 1999 znany wyłącznie pod nazwą Slovan.

## Sukcesy
- II liga:

mistrzostwo (1): 1996-97